# Bihta
Bihta är en ort i Indien.   Den ligger i distriktet Patna och delstaten Bihar, i den nordöstra delen av landet, 800 km öster om huvudstaden New Delhi. Bihta ligger 64 meter över havet och antalet invånare är 210 619.
Terrängen runt Bihta är mycket platt. Runt Bihta är det tätbefolkat, med 762 invånare per kvadratkilometer. Bihta är det största samhället i trakten. Trakten runt Bihta består till största delen av jordbruksmark.